# Vincenzo Pallotti
Vincenzo Pallotti (Roma, 21 aprile 1795 – Roma, 22 gennaio 1850) è stato un presbitero italiano, fondatore della Congregazione e della Società dell'apostolato cattolico. È stato proclamato santo da papa Giovanni XXIII nel 1963.

## Biografia

### Dall'infanzia al sacerdozio
Nacque a Roma in una casa in via del Pellegrino, nel rione Parione, terzo di dieci figli, da Pietro Paolo, umbro, proveniente da San Giorgio di Cascia, e da Maria Maddalena De Rossi, romana; fu battezzato il giorno successivo, nella chiesa di San Lorenzo in Damaso.
Studiò prima presso la scuola di San Pantaleo e successivamente al Collegio Romano e all'Archiginnasio. Sin da giovane mostrò amore per la preghiera, la disciplina, il digiuno e la dura penitenza.
La tradizione devozionale gli attribuisce capacità di preveggenza: una volta, giocando da solo alla palla, fu visto rimanere assorto per qualche minuto; ridestato dalla madre, gli fu chiesto cosa stesse facendo e avrebbe risposto: «È quando mi vedrete dir messa all'altare di San Filippo!».
Fu cresimato il 10 luglio 1801 e nel 1805 ricevette la prima comunione e gli fu concesso il privilegio, inconsueto per il tempo, di ripeterla ogni giorno. A dodici anni fu posto sotto la direzione spirituale del sacerdote Bernardino Fazzini.
Altro esempio del suo dono di preveggenza fu nel 1815 quando a un ventitreenne Giovanni Maria Mastai Ferretti, triste per esser stato rifiutato dalla Guardia Pontificia a causa della sua epilessia, predisse il pontificato.
Il 10 settembre 1817 divenne diacono e nel 1818 fu ordinato sacerdote e, pur appartenendo al clero secolare, si ascrisse a tre ordini religiosi, come terziario dominicano, minimo e francescano. Celebrò la sua prima messa nella chiesa del Gesù a Frascati, come ricordato da un'epigrafe posta sulla casa antistante.

### Gli anni del sacerdozio
Influenzato dall'esempio dei genitori nella pratica della fede e nella profonda devozione, i primi anni di sacerdozio furono caratterizzati dalla preghiera e dalla carità secondo il motto paolino Charitas Christi urget nos.
Nel 1818 fondò una Lega Antidemoniaca, allo scopo di distruggere oggetti considerati dalla Chiesa cattolica "scandalosi e disonesti"; si impegnò per diffusione della devozione al Preziosissimo Sangue, divulgata da Gaspare del Bufalo e da Vincenzo abbracciata fin dal 1817; animò circoli di dogmatica, scolastica e luoghi teologici presso l'Accademia di Teologia per i giovani studenti, sollecitato da monsignor Cristaldi, rettore dell'Archiginnasio; dispose le scuole notturne, recandosi presso le piazze cittadine per predicare e al termine, insieme ai fedeli radunati, entrava in vicine chiese od oratori per proseguire nella preghiera comune; prestò servizio nell'ufficio della confessione presso diverse parrocchie e, in particolare, presso la chiesa dell'Arciconfraternita del Suffragio, in via Giulia, ove ancora si conserva nella cappella Mazzetti di Pietralata, come oggetto di venerazione, il consunto confessionale; istituì l'"Adunanza di Maria Santissima Assunta", il "Ritiro dei divoti di Maria a Gianicolo", esercizi spirituali dedicati a persone appartenenti all'aristocrazia o alla borghesia, e l'"Opera Pia di Ponterotto", dedicata invece a persone disagiate; prestò inoltre servizio presso l'ospizio di Santa Maria degli Angeli, l'Istituto Agrario di Santa Maria della Misericordia, dal 1827 come direttore spirituale del Seminario Romano e, nel 1833, del Pontificio Collegio Urbano di Propaganda Fide.
Nell'intenzione di Vincenzo tutte queste attività rientravano in una più larga opera di restaurazione cristiana, da realizzarsi con il sostegno dei laici, ciascuno secondo le proprie disponibilità o capacità, nell'associarsi alla missione sacerdotale del clero; in tal senso cercò costantemente di stabilire un rapporto profondo con i giovani, perché sebbene la sua ascetica fosse basata sulla mortificazione dello spirito e della carne, non intese mai tale mortificazione come arida pratica di penitenza, ma sotto la sua durezza continuava a praticare l'amore verso Dio.

### La Congregazione e la Società dell'Apostolato Cattolico
Per dare concreta attuazione alla sua visione di restaurazione e per combattere l'espansione delle sette, che si davano convegno fra gli ambulacri del Colosseo, Vincenzo concepì una "Società dell'Apostolato Cattolico" ad salvandas animas et ad destruendum peccatum.
La tradizione devozionale attribuisce la nascita della società ad una leggenda miracolistica secondo cui Vincenzo, del 1834, avrebbe operato un'intercessione in favore di Giacomo Salvati, che in quei giorni soffriva per la prossima morte della figlia Camilla, agonizzante già da diversi giorni: Vincenzo si sarebbe presentato al suo negozio senza essere conosciuto né convocato e con semplicità avrebbe detto: «Vostra figlia è guarita», ottenendo così tra lo stupore dei genitori, la guarigione di Camilla. Da quel momento Salvati collaborò strettamente con Vincenzo per la realizzazione dei suoi progetti: era l'annuncio dell'Azione Cattolica, la vocazione del laicato a cooperare con l'apostolato gerarchico.
Egli chiamò uomini e donne di ogni condizione e stato, dagli appartenenti al patriziato romano ai commercianti, dai professionisti agli operai, poiché era convinto che tutti potessero essere "apostoli".
La prima sanzione giuridica della "Pia Unione Apostolato Cattolico" è del maggio 1835, anno in cui il cardinal vicario Carlo Odescalchi «posto un così salutare oggetto, concesse ogni benedizione», cui seguì nel luglio dello stesso anno, per impulso del cardinale Angelo Mai, la benedizione apostolica di papa Gregorio XVI.
In principio, dichiarò il fondatore, la Società mirò particolarmente alle missioni, ma poi capì che per condurre i fedeli a cooperare per le missioni era necessario ravvivare in essi la fede e "riaccendere la carità di Gesù Cristo", «perché si formasse in essi una più pronta disposizione a dare preghiere persona ascendente nobiltà talenti dottrina oggetti e ogni altra cosa, per moltiplicare i mezzi opportuni alla propagazione della fede»; per questo, stabilì che lo scopo principale della Società fosse la promozione dell'istituzione di collegi per la preparazione dei missionari.
L'attività esterna della Società non fu mai limitata ad un particolare campo della fede, la sua fisionomia caratteristica consisteva proprio nell'universalità di opere e di membri; essa era concepita come "truppa ausiliaria", capace di adattarsi ai bisogni dei luoghi e dei tempi.
Nel 1846, durante un periodo di riposo a Camaldoli, reso necessario per il riacutizzarsi dell'emottisi, Vincenzo organizzò la disciplina della Società, basata fino ad allora in "pie prassi", e ne redasse la regola in un compendio di trentatré punti, in omaggio al numero degli anni di Cristo e come monito alla sua imitazione; il vincolo che doveva tenere insieme tutti i membri era quello derivante dall'«atto formale di perfetta consacrazione di tutto se stesso a Dio e di perfetto distacco del cuore dal mondo, per vivere perseverantemente nella congregazione nella perfetta osservanza delle regole secondo lo spirito della medesima»; sebbene alla consacrazione si giungesse dopo l'esperimento di due o più anni di noviziato, non era previsto nessun voto, poiché Vincenzo tendeva a preferire alle "ragioni della legge", quelle "della fede".
Rapidamente la Società e la Congregazione che la dirigeva si diffusero in tutto il mondo, dapprima a Londra, poi, dopo la morte di Vincenzo, in America, in Africa, in Germania, in Brasile, in Uruguay, in Polonia, in Australia, in Sudafrica, in India e si arricchì del contributo del ramo femminile, le suore pallottine.

## La morte

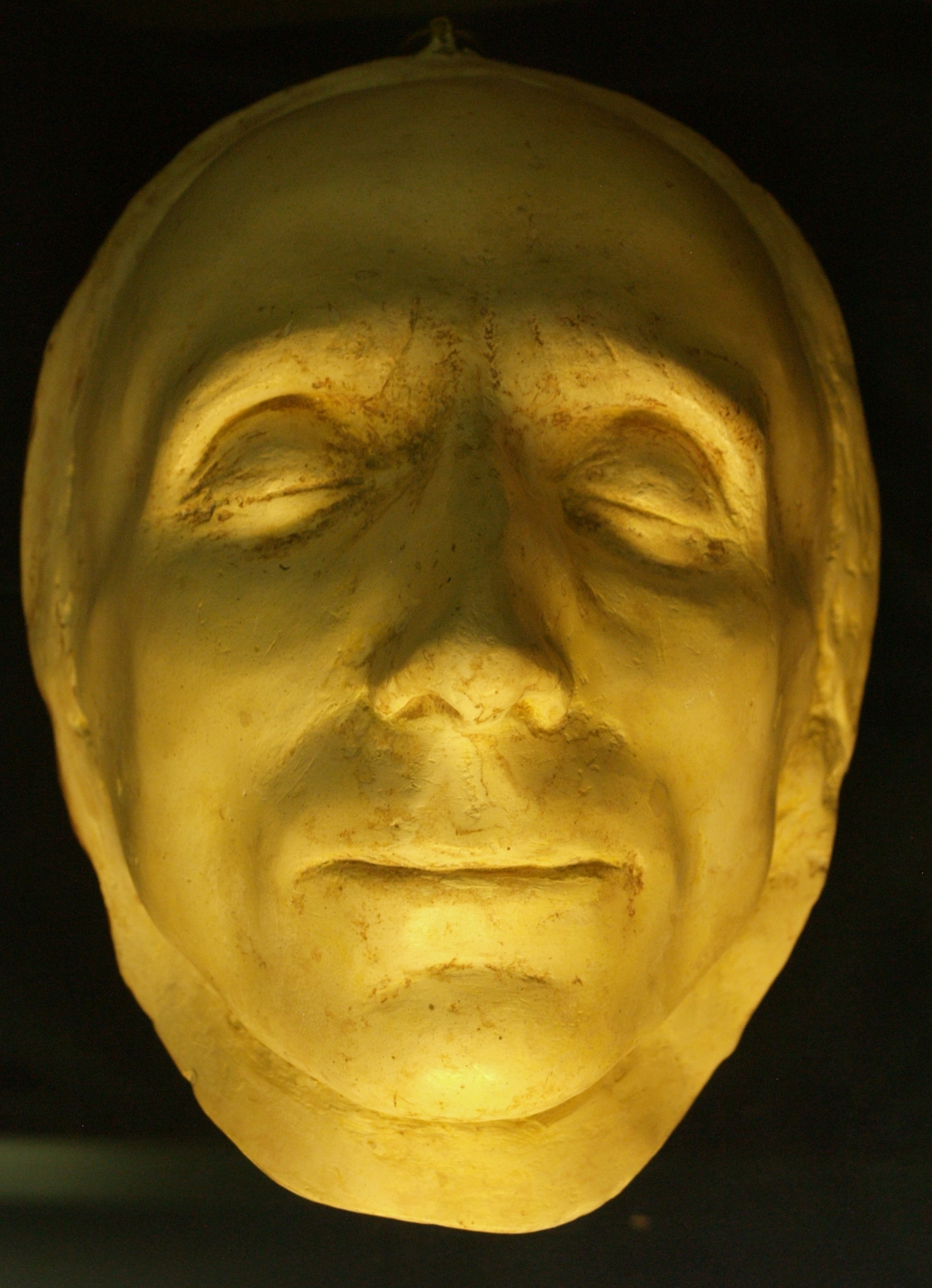
Maschera funeraria di Pallotti

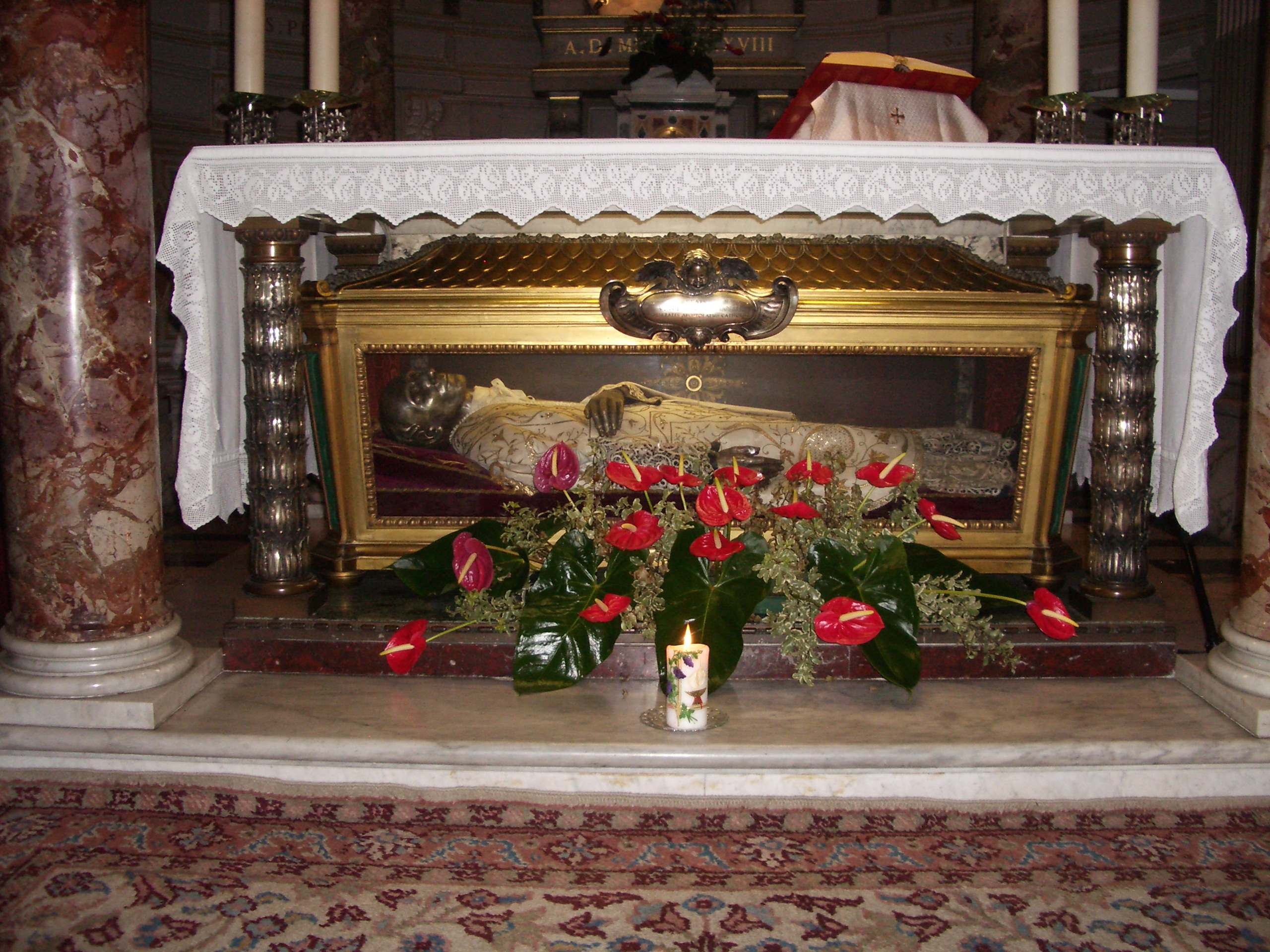
Sarcofago di san Vincenzo Pallotti in San Salvatore in Onda

Vincenzo morì a Roma il 22 gennaio 1850, dopo una breve agonia, recitando le parole del salmo In Te Domine speravi; non confundar in aeternum; come riportato da Pistilla e Proja alcuni giornali dell'epoca titolarono: «È morto il santo, l'apostolo di Roma. È morto il padre dei poveri». Le sue spoglie, private dei cilici e delle catene, che portava anche in punto di morte, furono esposte in San Salvatore in Onda, dove riposa tuttora sotto l'altare maggiore, incorrotto e visibile a tutti: per tre giorni, presso la sua bara, si radunò una folla di fedeli.

## Il culto
Il 13 gennaio 1887 la Chiesa cattolica ne dichiarò l'eroicità delle virtù: fu beatificato da papa Pio XII esattamente cent'anni dopo la sua morte, il 22 gennaio 1950, la prima beatificazione per quell'anno santo, e infine giunse la canonizzazione ad opera di papa Giovanni XXIII il 20 gennaio 1963.
Fu definito da papa Pio XI come vero precursore dell'Azione Cattolica.
A lui sono intitolate tre chiese parrocchiali in Italia: a Roma, a Napoli e ad Ariano Irpino.

## Scritti
- Ven. Servi Dei Vincentii Pallotti Epistolae Latinae, Roma 1907;
- Propositi ed aspirazioni del Ven. Vincenzo Pallotti, Roma 1921;
- Ven. Vincenzo Pallotti, Regola della Congregazione dell'Apostolato Cattolico, Roma 1923;
- Pia Società dell'Apostolato Cattolico fondata ed esposta dal Ven. Vincenzo Pallotti, Roma 1923;
- Collezione spirituale di preghiere, meditazioni, considerazioni, consigli, ricordi e materie predicabili del Ven. Vincenzo Pallotti, Roma 1933;
- Opere complete, a cura di Francesco Moccia, Roma, Curia generalizia della società dell'apostolato cattolico, contiene:
  - 1.Pia societa dell'apostolato cattolico, Roma, Curia generalizia della società dell'apostolato cattolico, 1964;
  - 2. Regole dei ss. ritiri, collegi, seminarii e monasteri 1839, Roma, Curia generalizia della societa dell'apostolato cattolico, 1965;
  - 3. Appendice alla Regola, Roma, Curia generalizia della società dell'apostolato cattolico, 1966;
  - 4. Manoscritti giuridici, Appelli e statuti 1835-1838, Roma, Curia generalizia della società dell'apostolato cattolico, 1967;
  - 5. Scritti apostolici minori, Roma, Curia generalizia della società dell'apostolato cattolico;
  - 6. Le procure, Roma, Curia generalizia della società dell'apostolato cattolico, 1969;

## Lettere e carteggi
- Lettere, in Opere complete di san Vincenzo Pallotti, contiene:
  - 2. Anni 1834-1838, a cura di Bruno Bayer S.A.C Roma, Curia generalizia della Societa dell'apostolato cattolico, 1997;
  - 3. Anni 1839-1841, a cura di Bruno Bayer S.A.C Roma, Curia generalizia della Societa dell'apostolato cattolico, 1999;
  - 5. Anni 1845-1846, a cura di Bruno Bayer S.A.C Roma, Curia generalizia della societa dell'apostolato cattolico, 2004;